# Nottolone
Nottolone (Nighthawk), il cui vero nome è Kyle Richmond, è un personaggio dei fumetti, creato da Roy Thomas (scritto) e Sal Buscema (disegni), pubblicata dalla Marvel Comics, la sua prima apparizione avviene in The Avengers (vol. 1) n. 69.
È stato un supercriminale convertitosi alla giustizia.

## Biografia del personaggio

### Le origini
Kyle nacque in una famiglia ricca, allevato dalla servitù a causa della continua assenza del padre, quando la madre morì in un incidente, venne rinchiuso in collegio dove la sua discendenza gli procurò non pochi guai, tuttavia, egli seppe sfruttare il potere derivante dal suo nome. Grazie ai soldi del padre si iscrisse al Grayburn College, dal quale venne espulso per essere stato coinvolto nella morte di una studentessa, anche il suo tentativo di arruolarsi nell'esercito venne bloccato da un lieve problema cardiaco. Alla morte del padre, Kyle divenne erede di tutta la fortuna di famiglia e usò i suoi soldi per curare la sua patologia e rafforzare il suo fisico. Quando il Gran Maestro entrò in conflitto con Kang, alterò le vite di quattro umani donandogli dei superpoteri, tra i quattro c'era anche Kyle che acquisì i poteri di Nottolone per combattere Capitan America.

### Diventare un eroe
Alla ricerca di una sfida, Nottolone si finge un nuovo eroe e si oppone a Devil che però smaschera le sue vere intenzioni. Nuovamente richiamato tra le file dello Squadrone Sinistro dal malvagio Nebulon, prova ad affrancarsi dalle mire criminali del suo nuovo capo cercando di avvertire, senza successo, i Vendicatori e in seguito i Difensori. Affiancato dal gruppo affronta il criminale e perisce ma i suoi alleati sacrificano parte della loro energia vitale per riportarlo in vita, riconoscente chiede di unirsi al gruppo. Dopo un lungo periodo assieme ai Difensori, la sua carriera da eroe subisce diverse battute d'arresto, prima viene accusato di evasione fiscale da parte del governo degli Stati Uniti, poi viene arrestato dall'FBI con l'accusa di perseguire la sua carriera di vigilante nonostante le pendenze con la legge, tutte le accuse verranno ritirate, a patto che lui riveli la sua identità segreta e rifonda ciò che ha rubato. In seguito, le ferite riportate nella sua carriera lo rendono temporaneamente paralizzato e nonostante egli recuperi quel tanto che basta a potersi muovere di notte, presto dà le dimissioni dalla squadra.

### Morte e resurrezione
Dopo aver sacrificato la propria vita per fermare lo sterminio dell'Unione Sovietica da parte di un'organizzazione criminale, Kyle riappare in stato comatoso, durante la convalescenza ha la una visione di un angelo che lo aiuta a guarire e gli concede un nuovo potere, quello di vedere un reato prima che venga commesso, in cambio, egli dovrà punire gli aspiranti criminali. La sua nuova crociata lo porta a scontrarsi con Devil, del quale provoca la morte, a quel punto l'angelo che lo aveva salvato si rivela essere il demone Mefisto che trasporta i due eroi all'Inferno, con l'intenzione di reclamare l'anima del giustiziere cieco. L'intervento di Nottolone sarà fondamentale per resuscitare Devil e fuggire dal reame demoniaco. Dopo un'avventura con la Cosa, Kyle si unisce brevemente ai nuovi Thunderbolts ma, dopo aver scoperto che il gruppo vuole sfruttare le sue ricchezze, si dimette e si ricongiunge con il riformato Squadrone Sinistro.

### Civil War
Durante la guerra civile dei supereroi, Nottolone si schiera inizialmente contro l'Atto di Registrazione ma, dopo la morte di Golia Nero, cambia fazione entrando a far parte dell'Iniziativa dei 50 Stati. Assieme a She-Hulk, combatte il gruppo dei Figli del serpente, guidati da un vecchio nemico dei Difensori, Yandroth. Il mago manipola il tempo e lo spazio per evocare una versione distorta dello Squadrone Sinistro e solo l'intervento dei Difensori provenienti da un possibile futuro risolverà la situazione. In questa squadra milita anche Joaquin Pennyworth, agente S.H.I.E.L.D. il cui padre è l'ex leader dei Figli del Serpente, al quale Kyle proporrà di diventare il nuovo Nottolone.

## Poteri e abilità
Nottolone è un eccellente atleta che grazie ad una speciale pozione ha aumentato e acquisito forza, agilità e resistenza sovrumane dal tramonto all'alba. È equipaggiato con un costume dotato di ali jet, artigli meccanici e svariate armi.

## Altri media

### Televisione
Nottolone compare in:
- Super Hero Squad Show
- Avengers Assemble

Nottolone compare inoltre in un cameo in Moon Girl e Devil Dinosaur.